# Russ Meyer
Russell Albion Meyer, detto Russ (San Leandro, 21 marzo 1922 – Los Angeles, 18 settembre 2004), è stato un regista, sceneggiatore, montatore, direttore della fotografia, attore, produttore cinematografico e fotografo statunitense.
Tutta la sua produzione cinematografica è stata caratterizzata dalla satira e dal senso dell'umorismo. I suoi film sono pieni di sesso e violenza, ma sempre in chiave divertente. Meyer ha scritto alcuni suoi film con il critico cinematografico e sceneggiatore Roger Ebert.

## Biografia

### Le origini
Nato a San Leandro (California), da madre statunitense di professione infermiera, Lydia Lucinda Hauck, e da padre statunitense di origini tedesche, William Arthur Meyer, un agente di polizia dai modi violenti, che lasciò la famiglia quando il futuro cineasta aveva un anno, Meyer mostrò tutto il suo talento cinematografico già all'età di 14 anni, quando la madre gli regalò una cinepresa ed egli vinse un premio per cineasti dilettanti.
Lavorò durante la seconda guerra mondiale, dal 1942, effettuando riprese per i cinegiornali delle battaglie in Europa, attività che migliorò la sua tecnica. Filmò anche l'avanzata del generale George Smith Patton: parte di queste riprese furono utilizzate per il film Premio Oscar Patton, generale d'acciaio, diretto da Franklin J. Schaffner nel 1970.
Dopo la guerra, non riuscendo a trovare lavoro a Hollywood, girò documentari industriali, quindi provò a girare il suo primo film, intitolato The French Peep Show, ambientato in un locale di spogliarelli e che aveva fra le protagoniste l'attrice burlesque Tempest Storm. Il film ebbe un gran successo tra i clienti del locale, ma il regista non si mostrò mai entusiasta del proprio lavoro e il film è andato perso. Meyer in seguito diventò fotografo professionista, lavorando per la celebre rivista Playboy, appena lanciata da Hugh Hefner. Diventò uno dei fotografi di punta della rivista e si specializzò nel famoso paginone centrale. Nel 1955 realizzò il primo reportage di nudo che apparve sulle pagine centrali della rivista. La protagonista, Eve, divenne poco dopo la sua seconda moglie, e in seguito la produttrice di quasi tutti i suoi film.

### Le prime regie
Il vero debutto in campo cinematografico avvenne nel 1959 con il film The Immoral Mr. Teas, che lanciò il genere dei nudie-cutie ed è già caratterizzato dal suo stile inconfondibile. Dopo un paio di cortometraggi e di documentari diresse un western erotico, Wild Gals of the Naked West, che, pur avendo per protagoniste pettorute ragazze, si differenzia parzialmente dal resto della sua produzione per essere una somma di gags tra cowboys e indiani, senza una reale trama.

### Il periodo del bianco e nero gotico
Nel 1964 Meyer diresse Lorna, suo primo grande successo, dramma rurale fotografato in bianco e nero dallo stesso regista e ispirato a Riso amaro, diretto da Giuseppe De Santis nel 1949. Nel 1964 diresse La cugina Fanny, che avrebbe dovuto essere girato da Douglas Sirk, che però due giorni prima della fine delle riprese fu estromesso dal montaggio finale. Nel 1965 Meyer diresse Mudhoney, violento dramma rurale, quindi Motorpsycho! che s'inserisce nel filone dei film sui motociclisti ribelli.

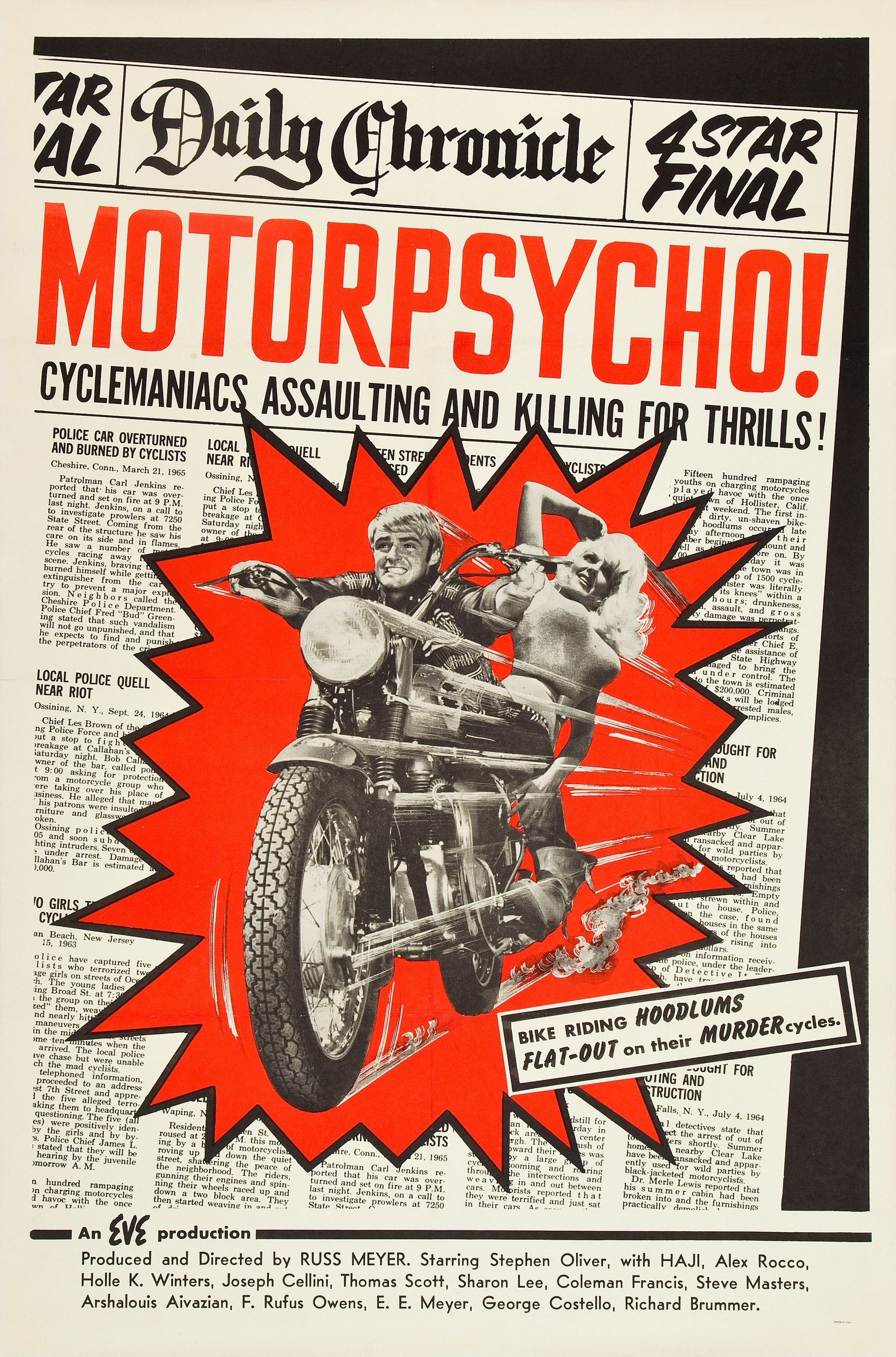
Il poster originale di Motorpsycho!

Nel 1965 Meyer diresse quello che è considerato il suo miglior film, Faster, Pussycat! Kill! Kill!, che codificò definitivamente il suo stile e lanciò le sue formose attrici, in primis Tura Satana. Il film è divenuto un cult movie, amato da registi come John Waters, che lo considera il miglior film della storia del cinema, e da Quentin Tarantino. Il titolo del film ha dato anche il nome a una rockband, per la quale Meyer diresse un videoclip. Questo periodo si concluse con altri due drammi ambientati nella provincia rurale statunitense: Good Morning and... Goodbye! e Common Law Cabin, girati però con l'ausilio del colore.

### Il periodo pop
Nel 1966 Meyer girò Mondo Topless, documentario sulle sue ragazze maggiorate. Nel 1968 il regista cambiò stile e diresse Vixen!, che inaugurò il periodo dei suoi film pop, esagerati e "cartooneschi". Il film ebbe un enorme successo e guadagnò 26 milioni di dollari, ma fu anche uno dei primi film della storia del cinema ad ottenere una "X rating", cioè il divieto assoluto ai minori, dalla censura statunitense.
Grazie a questo successo Meyer diresse un film per la 20th Century Fox, intitolato Lungo la valle delle bambole, sorta di sequel di La valle delle bambole. Il film di Meyer è una critica spietata alla società dello spettacolo, un misto di dramma e commedia che sfocia nello splatter. Costato 900.000 dollari il film incassò dieci volte tanto. Dopo il grande successo riscosso da Lungo la valle delle bambole, Meyer firmò un contratto per girare altri due film con la Fox, e l'anno successivo girò un film per lui insolitamente serio, I 7 minuti che contano, che non ebbe successo e per questo la major stracciò il contratto con il regista.
Meyer tornò così a produrre i suoi film e iniziò una trilogia pop scatenata e a tratti pulp. Supervixens, Le deliranti avventure erotiche dell'agente speciale Margò - dove c'è proprio di tutto, anche un sosia omosessuale di Adolf Hitler che viene sodomizzato - e Beneath the Valley of the Ultra-Vixens, film delirante ed esilarante che vira verso il porno.

### Il ritiro e uno sporadico ritorno
Dopo questo film Meyer si ritirò dalla regia e si dedicò alla sua monumentale autobiografia. Il progetto prevedeva un film di 12 ore intitolato The best of Russ Meyer, che però non uscirà mai, mentre uscì il libro A Clean Breast-The Life and Loves of Russ Meyer, tre volumi di 1213 pagine e 2500 fotografie.
Nel 1987 Meyer apparve in un cameo nel film Donne amazzoni sulla Luna, diretto da John Landis, quindi tra il 1997 e il 1998 partecipò a tre documentari sulla rivista Playboy. Meyer ritornò a dirigere un film nel 2001, Pandora Peaks, documentario sull'attrice omonima, che uscì solo per l'home video.
Da tempo ammalato di demenza senile, Russ Meyer morì all'età di 82 anni, per complicazioni dovute a una polmonite, nella sua casa di Hollywood il 18 settembre 2004. Secondo le sue ultime volontà la casa è stata trasformata in una sorta di museo, contenente tutte le sue fotografie, oggetti dai set dei suoi film e locandine provenienti da tutto il mondo.

## Progetti incompiuti
Meyer ha avuto una serie di progetti che non sono stati realizzati. Nel 1971 doveva girare un film intitolato The Eleven, ispirato a Dieci piccoli indiani di Agatha Christie, con un budget di 750.000 dollari. Il regista cercò di girarlo in Europa, ma alla fine abbandonò il progetto. Meyer tentò di girare in Europa anche Beyond... Beyond, sequel di Beyond the Valley of the Dolls con più violenza, e forse proprio per questo non ricevette i finanziamenti.
Nel 1972 Meyer tentò di girare Foxy, sorta di sequel di Vixen!, ma quando già i set erano pronti il progetto fu abbandonato. Il progetto incompiuto più famoso del regista è Who Killed Bambi?, che doveva essere interpretato dalla punk band dei Sex Pistols. Il regista scrisse una sceneggiatura con il suo amico Roger Ebert, ma dopo tre giorni di riprese il film venne annullato. Secondo il regista per problemi finanziari, secondo il manager del gruppo per incompatibilità tra Meyer e i Sex Pistols. Il film poi lo girò Julien Temple, con il titolo La grande truffa del rock'n'roll, inserendo scene girate da Meyer. Quando gli chiesero un parere sul film abortito di Meyer, Temple disse che non si fece perché il regista sparò a un cervo durante le riprese, e la cosa scioccò tutta la troupe. Temple fu denunciato da Meyer e si scusò pubblicamente.
Fino all'ultimo Meyer cercò di dirigere altri film. Nei titoli di coda di Beneath the Valley of the Ultra-Vixens Meyer annunciò l'uscita del suo prossimo film: Jaws of Vixen: il film non verrà mai realizzato. Jaws of Lorna avrebbe dovuto essere un seguito di Lorna, mentre Blitzen, Vixen & Harry avrebbe dovuto essere una parodia dei film interpretati da Clint Eastwood.

## Vita privata
Secondo Jimmy McDonough, Meyer avrebbe avuto un figlio da una spogliarellista nel 1964, ma questo presunto figlio non si è mai fatto sentire.
Dal 1970 al 1975 Meyer fu marito di Edy Williams, una fra le attrici da lui portate alla notorietà che in seguito ottenne maggiore successo.
La seconda moglie di Meyer, Eve, morì nel disastro aereo di Tenerife del 1977.
Per quindici anni, dopo la morte della moglie Eve, si legò all'attrice Francesca Natividad.

## Stile
(Russ Meyer)
Lo stile di Russ Meyer si può definire "cartoonistico", per via della scelta dei colori, del montaggio serrato e dei particolari angoli di ripresa, denotando tecnica ed inventiva sconosciute agli altri registi del ramo. Il suo montaggio fulmineo, fatto di inquadrature velocissime, a volte subliminali, ha anticipato di un ventennio quello dei videoclip e di MTV. L'altro elemento "chiave" è la scelta di attrici maggiorate, tra cui Tura Satana, Francesca "Kitten" Natividad, Uschi Digard, Raven De La Croix, Erica Gavin e Lorna Maitland.
A partire dagli anni settanta, Meyer ha inserito nei suoi film un personaggio che interpreta un poliziotto violento e immorale. Inoltre, sempre a partire da tale periodo, almeno un personaggio di ogni film è chiamato Martin Bormann, come il criminale di guerra nazista sfuggito al processo di Norimberga. Ciò, secondo la critica, per non scordarsi del padre, che non aveva mai amato.

## Filmografia

### Regista
- The French Peep Show (film perduto) (1950)
- The Immoral Mr. Teas (1959)
- Eve and the Handyman (1960)
- The Naked Camera (cortometraggio) (1960)
- Erotica (documentario) (1961)
- Wild Gals of the Naked West (1962)
- Europe in the Raw (documentario) (1963)
- Heavenly Bodies! (1963)
- Skyscrapers and Brasseries (cortometraggio) (1963)
- Lorna (1964)
- La cugina Fanny (Fanny Hill) (1964)
- Mudhoney (1965)
- Motorpsycho! (1965)
- Faster, Pussycat! Kill! Kill! (1965)
- Mondo Topless (documentario) (1966)
- Common Law Cabin (1967)
- Good Morning and... Goodbye! (1967)
- Finders Keepers, Lovers Weepers! (1968)
- Vixen (1968)
- Cherry, Harry & Raquel! (1970)
- Lungo la valle delle bambole (Beyond the Valley of the Dolls) (1970)
- I 7 minuti che contano (The Seven Minutes) (1971)
- Carne cruda (Blacksnake) (1972)
- Supervixens (1975)
- Le deliranti avventure erotiche dell'agente speciale Margò (Up!) (1976)
- Beneath the Valley of the Ultra-Vixens (1979)
- Pandora Peaks (documentario) (2001)

### Attore
- The Immoral Mr. Teas (non accreditato) (1959)
- Erotica (1961)
- Wild Gals of the Naked West (1962)
- Heavenly Bodies! (1963)
- Mudhoney (1964)
- Motorpsycho! (1965)
- Finders Keepers, Lovers Weepers! (non accreditato) (1968)
- Vixen! (1968)
- Lungo la valle delle bambole (1970)
- Supervixens (1975)
- Le deliranti avventure erotiche dell'agente speciale Margò (Up!) (1975)
- Beneath the Valley of the Ultra-Vixens (non accreditato) (1979)
- All the Way In! di Bob Chinn (1984)
- Donne amazzoni sulla Luna (episodio: Video Date) di John Landis (1987)